# Patria nad Odrzechową
Patria nad Odrzechową (PLH180028) – projektowany specjalny obszar ochrony siedlisk, aktualnie obszar mający znaczenie dla Wspólnoty, położony w środkowej części Pogórza Bukowskiego, na terenie gminy Zarszyn w powiecie sanockim (województwo podkarpackie). Zajmuje powierzchnię 572,89 ha.
W obszarze dominują dwa siedliska z załącznika I dyrektywy siedliskowej:
- żyzna buczyna karpacka
- grąd

Dodatkowo, występują tu następujące gatunki z załącznika II:
- kumak górski Bombina variegata
- biegacz gruzełkowaty Carabus variolosus
- zgniotek cynobrowy Cucujus cinnaberinus

Terytorium obszaru w całości leży w granicach Obszaru Chronionego Krajobrazu Beskidu Niskiego.